# Lai Ying Tong
Lai Ying Tong (en chino 賴映彤, 4 de enero ) conocida por su nombre artístico de Siu Tung (en chino 小彤) es una compositora, ejecutora y arregladora de cantopop de Hong Kong y también educadora musical. Estudió en la Universidad China de Hong Kong obteniendo una maestría de arte en música. Enseña en música en el Instituto de Diseño de Hong Kong y en la Baron School of Music. Colabora como columnista de la revista Headline Music
Además con el grupo de capella C AllStar. En sus conciertos toca el teclado y se ganó el apodo del 5.º miembro de C AllStar.
Obtuvo varios premios, entre ellos el cuarto  'Joseph Koo New Generation Award' en la presentación anual CASH. En 2010, su canción hit Love Stair  (天梯 Tianti) fue una de las canciones de la lista de las diez más populares en los 2010 RTHK Top 10 Gold Songs Awards y también en  TVB Jade Solid Gold Best Ten Music Awards. En 2011 Love Stair ganó la Mejor Melodía en los  premios CASH Best Song award en la presentación CASH  Golden Sail Music Awards . En 2015 las visualizaciones del vídeo oficial del Love Stair excedieron las 10 millones, el tope de todos los videos de música cantopop.